# Babaeski
Babaeski è un comune della Turchia situato nella regione della Tracia orientale, amministrativamente parte della provincia di Kırklareli e capoluogo dell'omonimo distretto.

## Storia
Già parte dell'Impero bizantino con il nome di Boulgarophygon (Βουλγαρόφυγον), fu sede nell'896 d.C. di una famosa battaglia tra l'esercito bizantino ed i bulgari, vinta da questi ultimi.

## Monumenti e luoghi d'interesse

### Architetture civili
- Ponte di Babaeski, costruito nel 1633 durante il regno di Murad IV.
- Hamamı, bagni termali ottomani.

### Architetture religiose
- Moschea di Cedid Ali Pascià, costruita dal grande architetto ottomano Mimar Sinan nel 1555 sul modello della moschea Selimiye di Edirne[1]. Nel 1912 il minareto fu distrutto dai Bulgari. Fu in seguito ricostruito.
- Moschea Vecchia, costruita nel 1467.